# Gran Premi de Mònaco del 1975
Resultats del Gran Premi de Mònaco de Fórmula 1 de la temporada 1975, disputat al circuit urbà de Montecarlo l'11 de maig del 1975.

## Resultats de la cursa
| Pos | No | Pilot              | Equip             | Voltes | Temps/ Retir. | Pos. de sort. | Punts |
| --- | -- | ------------------ | ----------------- | ------ | ------------- | ------------- | ----- |
| 1   | 12 | Niki Lauda         | Ferrari           | 75     | 2h 01' 21. 3  | 1             | 9     |
| 2   | 1  | Emerson Fittipaldi | McLaren - Ford    | 75     | + 2.78 s      | 9             | 6     |
| 3   | 8  | Carlos Pace        | Brabham - Ford    | 75     | + 17.81 s     | 8             | 4     |
| 4   | 5  | Ronnie Peterson    | Lotus - Ford      | 75     | + 38.45 s     | 4             | 3     |
| 5   | 4  | Patrick Depailler  | Tyrrell - Ford    | 75     | + 40.86 s     | 12            | 2     |
| 6   | 2  | Jochen Mass        | McLaren - Ford    | 75     | + 42.07 s     | 15            | 1     |
| 7   | 3  | Jody Scheckter     | Tyrrell - Ford    | 74     | + 1 Volta     | 7             |       |
| 8   | 6  | Jacky Ickx         | Lotus - Ford      | 74     | + 1 Volta     | 14            |       |
| 9   | 7  | Carlos Reutemann   | Brabham - Ford    | 73     | + 2 Voltes    | 10            |       |
| Ret | 28 | Mark Donohue       | Penske - Ford     | 66     | Accident      | 16            |       |
| Ret | 24 | James Hunt         | Hesketh - Ford    | 63     | Accident      | 11            |       |
| Ret | 26 | Alan Jones         | Hesketh - Ford    | 61     | Rodes         | 18            |       |
| Ret | 9  | Vittorio Brambilla | March - Ford      | 48     | Accident      | 5             |       |
| Ret | 16 | Tom Pryce          | Shadow - Ford     | 39     | Accident      | 2             |       |
| Ret | 11 | Clay Regazzoni     | Ferrari           | 36     | Accident      | 17            |       |
| Ret | 18 | John Watson        | Surtees - Ford    | 36     | Virolla       | 6             |       |
| Ret | 27 | Mario Andretti     | Parnelli - Ford   | 9      | Pèrdua d'oli  | 13            |       |
| Ret | 17 | Jean-Pierre Jarier | Shadow - Ford     | 0      | Accident      | 3             |       |
| NVQ | 21 | Jacques Laffite    | Williams - Ford   |        |               |               |       |
| NVQ | 20 | Arturo Merzario    | Williams - Ford   |        |               |               |       |
| NVQ | 23 | Graham Hill        | Hill - Ford       |        |               |               |       |
| NVQ | 14 | Bob Evans          | BRM               |        |               |               |       |
| NVQ | 31 | Roelof Wunderink   | Ensign - Ford     |        |               |               |       |
| NVQ | 25 | Torsten Palm       | Hesketh - Ford    |        |               |               |       |
| NVQ | 10 | Lella Lombardi     | March - Ford      |        |               |               |       |
| NVQ | 30 | Wilson Fittipaldi  | Fittipaldi - Ford |        |               |               |       |

## Altres
- Pole: Niki Lauda 1' 26. 40
- Volta ràpida: Patrick Depailler 1' 28. 670 (a la volta 68).